# 内藤雄介
内藤 雄介（ないとう ゆうすけ、1979年7月27日 - ）は、NHKのチーフアナウンサー。

## 人物
大阪府吹田市出身。大阪府立千里高等学校を経て慶應義塾大学総合政策学部卒業後、2002年に入局。

## 嗜好・挿話
- 日本茶インストラクターの資格を所持している。
- 大分放送局異動後、2024年8月より秋野由美子の後任として、アナウンスグループ統括（副部長）を2025年6月まで務めた。

## 現在の担当番組
- アナウンスグループ統括
- さいたま放送局制作番組の編集責任者
- ひるどき！さいたま〜ず（パーソナリティー）
- 埼玉県のFMニュース・中継・リポート
- 緊急報道（さいたま放送局発）

## 過去の担当番組
静岡放送局時代（2002年度 - 2007年度）
- 静岡県のニュース・中継・リポート
- たっぷり静岡（たっぷりスポーツ館）
- 生活ほっとモーニング - リポーター
- ニュースしずおか845（不定期）
- ニュースしずおか645（不定期）
- おはよう静岡（不定期）

岡山放送局時代（2007年度 - 2011年7月）
- 岡山県のニュース・中継・リポート
- 月刊 岡山トラのアナ - リポーター
- 岡山ニュース845（不定期）
- おはよう岡山（不定期）
- 2011年3月の東北地方太平洋沖地震では福島放送局に派遣され、災害情報を中心にローカルニュースを担当した。

神戸放送局時代（2011年8月 - 2014年度）
- 兵庫ニュース845（不定期）
- ニュースKOBE発（キャスター：2011年8月 - 2015年3月）[2]
- 新 兵庫史を歩く - キャスター

広島放送局時代（2015年度 - 2019年7月）
- 広島県・中国地方のニュース
- おはようひろしま（隔週キャスター：2015年4月 - 2016年3月）
- 金曜夕方 どぉ〜かいの（NHKラジオ第1放送）
- ひるまえ直送便（2016年4月 - 2017年3月）
- ひろしまニュース845（不定期）
- ニュースちゅうごく645（不定期）
- 2016年4月の熊本地震では熊本放送局に派遣され、災害情報を中心にローカルニュースを担当した。

東京アナウンス室時代（2019年8月 - 2021年6月）
- 首都圏ネットワーク　リポーター・ニュースリーダー（2019年8月13日 - 2021年6月）
- ごごナマ（木曜中継リポーター・プレゼンター）（2020年4月 - 2021年3月）
- ニュース・気象情報・リポート（主に関東甲信越ローカル）
- ラジオニュース（不定期）

宮崎放送局時代（2021年7月 - 2023年6月）
- 宮崎県のニュース・気象情報・リポート
- ニュース845宮崎（ローテーション制）
- てげビビ!（わけもん短歌コーナー進行、不定期月曜）
- ニュース845福岡（2022年2月9日 - 2022年2月10日、2022年11月2日・応援派遣要員）
- ハートネットTV 「“こども宅食”でつながろう 〜宮崎県三股町〜」（宮崎放送局制作・2022年5月11日） - 司会
- はっけんTV
  - 「宮崎で料理 加賀太きゅうり」（2022年11月1日） - 福岡局より
- ラジオニュース（九州沖縄、R1・FM）の泊まり勤務担当（2022年11月3日 - 11月4日・応援派遣要員）[注釈 1]
- はっけんラジオ -「健康講座」（2022年11月2日） - 福岡局より
- 九州・沖縄地方のニュース（2022年11月2日 - 3日・応援派遣要員） - 福岡局より
- NHKニュースおはよう日本
  - ニュースWEBチェックご当地リポート（5時台･6時台、2023年5月17日）

大分放送局時代（2023年7月 - 2025年6月）
- 大雨関連特設ニュース（2023年7月8日・九州沖縄地方） - 大分放送局より大分県の災害状況を伝えた[注釈 2]。
- ニュース「記録的大雨から1週間」（2023年7月17日・九州沖縄地方）- 大分放送局より大分県の被災状況を伝えた[注釈 3]。
- 大分県のニュース・気象情報・リポート
- ニュース845おおいた（ローテーション制）
- ぶんドキ（平日は編集責任者、土日キャスター・ローテーション制）
- @おおいた（編集責任者）
- コンテンツセンターアナウンスグループ統括（2024年8月 - 2025年6月）
- 大分放送局制作番組の編集責任者
- はっけんTV・大分（編集責任者）
- 緊急報道（大分放送局発）

さいたま放送局時代（2025年7月 - ）